# 西汉四牛鎏金骑士铜贮贝器
西汉四牛鎏金骑士铜贮贝器，中国西汉时期文物，1956年于云南晋宁石寨山10号墓出土。该器器高50厘米，盖径25.3厘米，整体为束腰圆筒形，为典型的束腰圆筒形贮贝器类型，腰部两侧各饰有一个虎形耳，器盖上饰有4头公牛和1名骑马的骑士，骑士通体鎏金。现藏于云南省博物馆。

## 出土
云南省博物馆从1950年代开始在云南省全省范围内进行的科学考古发掘、试掘、调查。1955年，在云南省昆明市晋宁县的石寨山西面坡上发掘了新石器时代遗址一处，获得大量陶器和石器。1955年至1960年间，先后四次在石寨山山麓发掘了春秋战国至东汉时期的墓葬48座，出土文物四千多件。四牛骑士贮贝器于1956年在石寨山10号墓出土，同墓中出土的文物还有虎牛搏斗扣饰、四蹲蛙铜鼓等。

## 形制

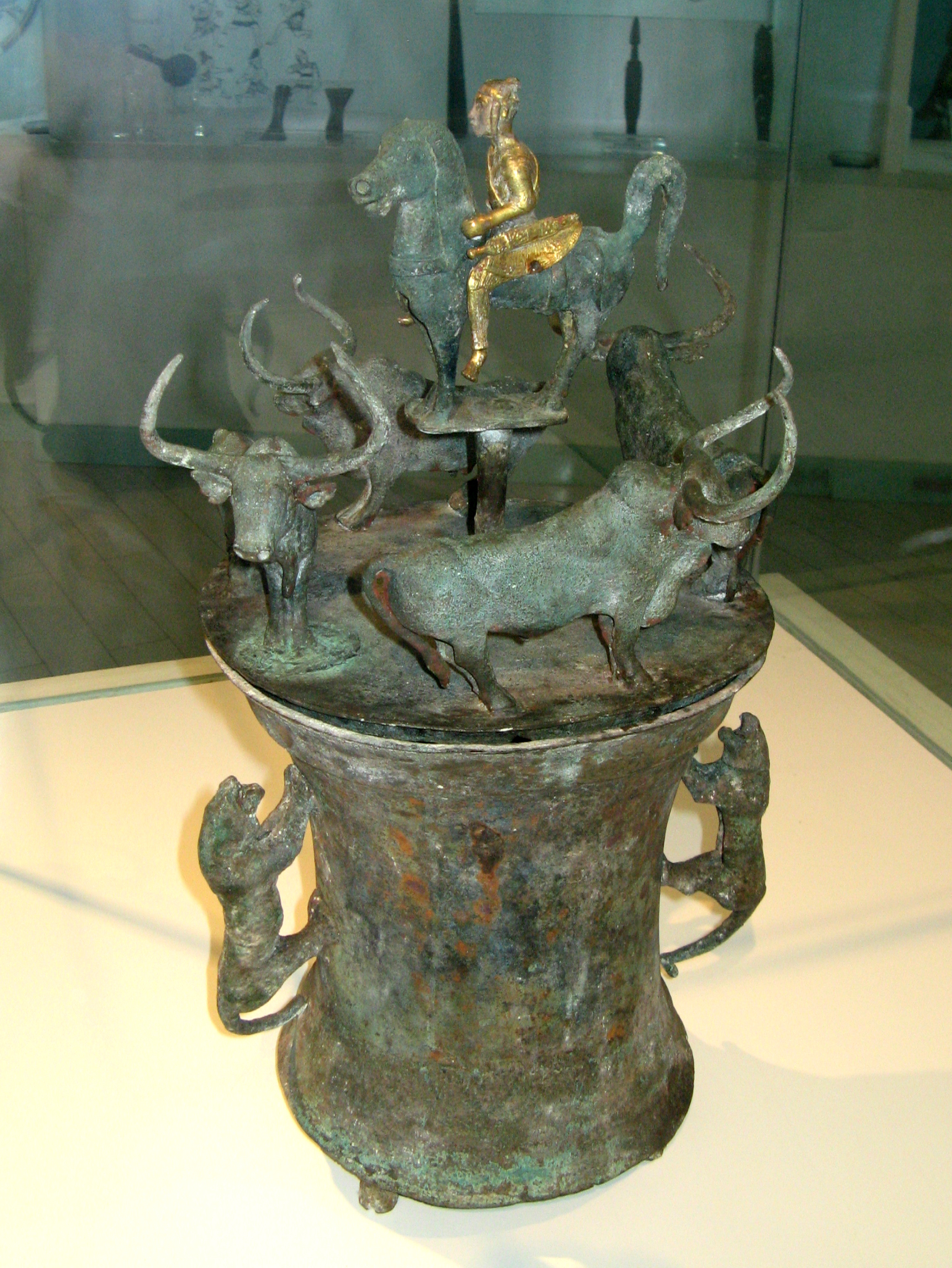
西汉四牛鎏金骑士贮贝器

贮贝器是滇国特有的贮放贝币的青铜器，器上铸造出姿态各异的群像，具体而生动地表现了祭祀、战争、狩猎、祈年、播种等情形，是研究滇国社会历史的重要资料。
四牛鎏金骑士铜贮贝器为典型的束腰圆筒形贮贝器类型。腰部自然收束，两侧分别饰有一个作向上攀爬状的虎形耳。底部为三只兽足形矮足。器盖上的装饰分内外两层，外层雕铸四头公牛，呈逆时针方向排列，牛角弯长，膘肥体壮，领肉隆起，为云南常见的封牛；里层立一个圆柱柄托盘，托盘上饰有一名骑马的骑士，马昂首翘尾并张口作嘶鸣状，骑士赤脚佩剑且全身鎏金。古滇国出土其他器物上常见有赤脚的人物形象，反映了滇国当时的穿着习惯。器盖上的四头牛代表了墓主人生前的财富状况，骑士形象则反映墓主人生前拥有较高的权力，专家推测出土该器的10号墓的墓主人生前应为滇国王室成员或奴隶主贵族。

## 相关
四牛鎏金骑士铜贮贝器是云南省博物馆参加综艺节目《国家宝藏》第二季的三件文物之一，由李光洁担任明星守护人。